# 건축면적
건축면적이란 대지에서 건축물이 차지하고 있는 면적을 말한다.

건축면적은 위에서부터 각각 〈10,000〉〈5,000〉〈2,500〉

## 대한민국 건축법상 규정
대한민국 건축법 시행령 제119조(면적 등의 산정방법)에서 말하는 건축면적은 건축물의 외벽의 중심선으로 둘러싸인 부분의 수평투영면적을 말한다. 단, 외벽이 없는 경우에는 외곽 부분의 기둥을 말한다.

.

### 예외
- 지표면상 1m 이하에 해당하는 건축물 부분은 건축면적에서 제외한다.
- 처마, 차양, 부연, 기타 이와 유사한 것으로 당해 외벽 중심선으로부터 수평거리 1m(창고 3m)이상 돌출된 경우, 그 끝부분으로부터 수평거리 1m(창고 3m)를 후퇴한 선으로 둘러싸인 부분의 수평투영면적으로 한다.

## 같이 보기
- 건폐율
- 연면적
- 바닥면적